# Catbird Press
Nakladatelství Catbird Press založil v roce 1987 Robert Wechsler, aby publikoval knihy, které ho zajímaly – českou literaturu v anglických překladech a „sofistikovaný humor v klasické americké tradici“. V roce 1991 do programu nakladatelství přidal americkou beletrii a v roce 1999 anglickou.
Catbird Press vydává kolem čtyř titulů ročně.
Edice, v které publikuje české autory nese jméno Garrigue Books – s překlady děl autorů jako Karel Čapek, Vladimír Páral, Jaroslav Seifert, Jáchym Topol, Daniela Fischerová, Alexandr Kliment, Ivan Klíma.
Další edice:
- Humor for Grownups (Humor pro velké) – s tituly Jeffrey Shaffer's humor collections (Sbírky humoru Jeffreyho Shaffera); Humor for and about Lawyers (Humor pro právníky a o nich); Humorists' Guides Series (řada Průvodce humoristů); Literary Parodies (Literární parodie).
- American and British Fiction (Americká a britská beletrie) – novely autorů jako Randall Beth Platt, Floyd Kemske, Frederic Raphael, David R. Slavitt.

Další knihy, mimo tyto edice jsou např. prózy a básně argentinského autora Saúla Yurkieviche; antologie Jewish Voices, German Words: Growing Up Jewish in Postwar Germany and Austria (Židovské hlasy, německá slova: Vyrůstání jako Žid v poválečném Německu a Rakousku); překlad německé novely Diplomatic Pursuits (Diplomatické ).
Wechsler také v roce 1998 publikoval vlastní knihu o překladatelství Performing Without a Stage (Herectví bez jeviště).